# 水島灘

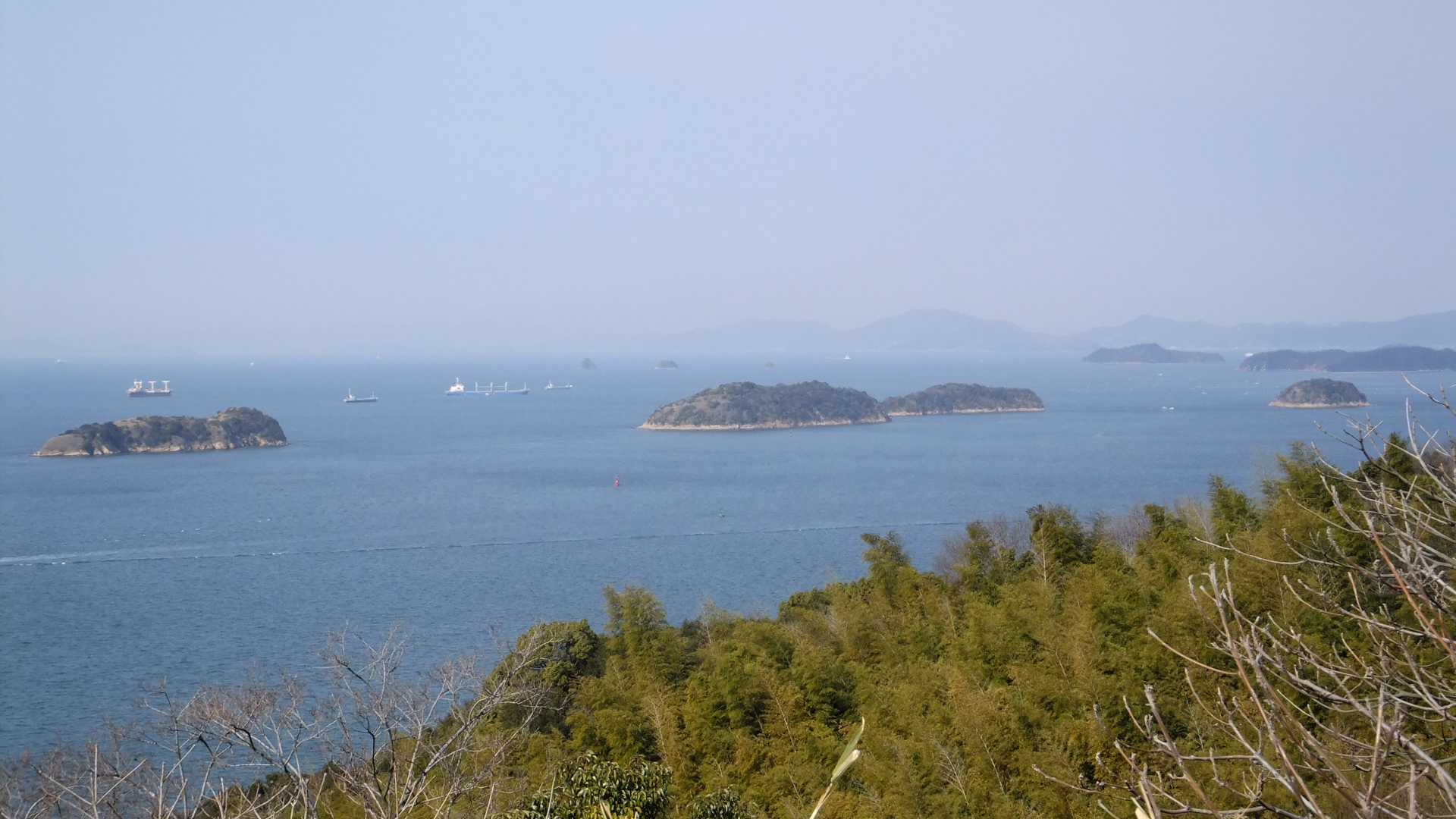
三百山付近から見た水島灘。手前が濃地諸島、右奥が上水島と下水島（水島諸島）。

水島灘（みずしまなだ）は、岡山県・香川県の海域の一つである。

## 概要
瀬戸内海の東部、本州と塩飽諸島、笠岡諸島、児島半島で囲まれた海域であり、備讃瀬戸、備後灘に隣接する。
倉敷市の水島地域の地名はここから由来している。海苔や貝類の養殖漁業が盛んであったが、高度経済成長期に伴う水島石油化学コンビナートの造成などの人間活動によって水質汚濁が顕著になり、沿岸漁業は次々と姿を消した。近年は環境対策も進み、水質は改善されつつある。
笠岡湾はカブトガニの生息地で知られていたが、国営事業の干拓によって生息環境が大きく悪化した。また、寄島園地は干拓事業によって陸続きになったものの、自然の砂浜が残る。
下津井は古い港町で、近世から昭和初期にかけて、港町として大いに栄えた。今日では漁業を中心とする閑寂な町並みで、タコ料理が名物。また、岡山県におけるシャコの主要な産地としても知られる。
一帯は台風による高潮の被害を受けやすく、2004年の台風16号では夥しい被害を受けている。

## 水島灘と船幽霊の伝説
水島灘は海が荒れやすく、瀬戸内海有数の船の難所として知られており、昔から難破が跡を絶たなかった。そのため、一帯には船乗りの亡霊が柄杓を求めて相手の船を沈めるという、船幽霊の伝説が残っている。水島諸島の大柄杓島や小柄杓島といった地名はこの伝説に基づく。